# Sakana
Die Comarca Sakana ist eine der 14 Comarcas in der autonomen Gemeinschaft Navarra.
Die nordwestlich gelegene Comarca umfasst 15 Gemeinden auf einer Fläche von 517,58 km².

## Gemeinden
| Gemeinde          | Einwohner (2024) | Fläche km² | Dichte Einw./km² | Cod INE | Postleitzahl               |
| ----------------- | ---------------- | ---------- | ---------------- | ------- | -------------------------- |
| Altsasu/Alsasua   | 7.710            | 26,72      | 289              | 31010   | 31800                      |
| Arakil            | 999              | 53,78      | 19               | 31025   | 31849, 31850, 31867, 31868 |
| Arbizu            | 1.108            | 14,54      | 76               | 31027   | 31839                      |
| Arruazu           | 122              | 5,71       | 21               | 31037   | 31840                      |
| Bakaiku           | 340              | 11,77      | 29               | 31044   | 31810                      |
| Ergoiena          | 382              | 41,79      | 9                | 31091   | 31829                      |
| Etxarri Aranatz   | 2.545            | 32,87      | 77               | 31084   | 31820                      |
| Irañeta           | 170              | 8,52       | 20               | 31127   | 31849                      |
| Irurtzun          | 2.316            | 3,74       | 619              | 31904   | 31860                      |
| Iturmendi         | 432              | 9,76       | 44               | 31130   | 31810                      |
| Lakuntza          | 1.325            | 11,12      | 119              | 31138   | 31830                      |
| Olazti/Olazagutía | 1.464            | 19,19      | 76               | 31189   | 31809                      |
| Uharte Arakil     | 791              | 38,05      | 21               | 31123   | 31840                      |
| Urdiain           | 642              | 15,13      | 42               | 31240   | 31810                      |
| Ziordia           | 353              | 14,21      | 25               | 31073   | 31809                      |
| Comarca Sakana    | 20.699           | 517,58     | 40               | –       | –                          |

Auf dem Gebiet der Comarca befinden sich noch die folgenden sechs gemeindefreien Gebiete (Comunidades) auf einer Gesamtfläche von 210,68 km²:
| Comunidad                                    | Fläche     |
| -------------------------------------------- | ---------- |
| Andia:                                       | 43,73 km²  |
| Monte Común de las Améscoas/Ameskoa mendiak: | 48,16 km²  |
| Urbasa:                                      | 114,74 km² |
| Facería 53:                                  | 1,26 km²   |
| Facería 63:                                  | 0,64 km²   |
| Facería 104:                                 | 2,15 km²   |